# Iglesia de San Juan Bautista (Auñón)
La iglesia de San Juan Bautista es un templo católico de la localidad española de Auñón, en la provincia de Guadalajara. Cuenta con el estatus de bien de interés cultural.

## Descripción
La iglesia se ubica en la plaza de la localidad guadalajareña de Auñón. Fue construida a finales del siglo XV y principios del XVI, siguiendo los cánones del estilo plateresco. Construida en recia fábrica de sillar oscuro, su estructura sobre la base de una planta basilical de tres naves, cabecera semicircular y torre y coro en alto a los pies.

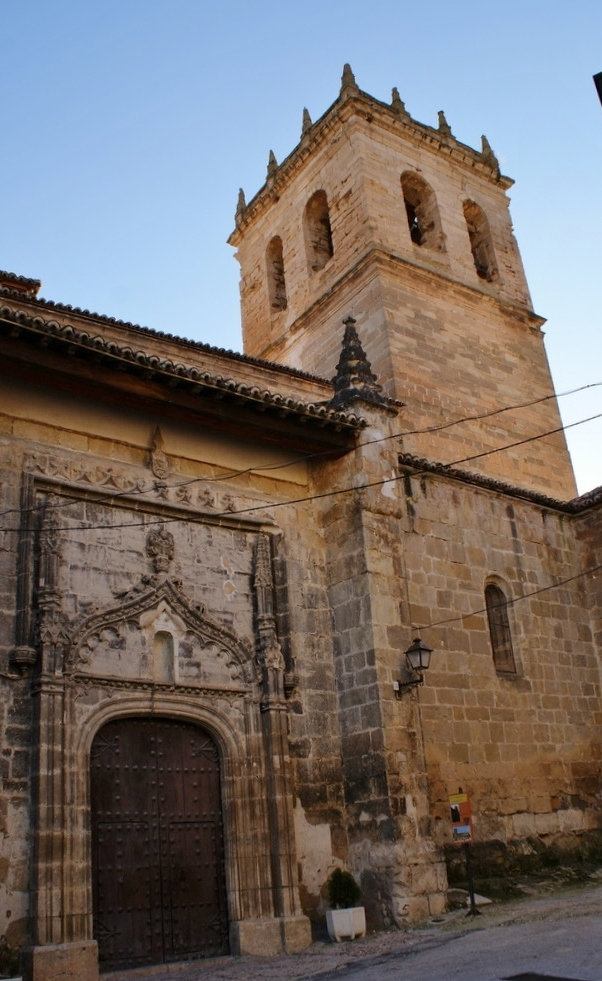
Vista de la torre

Su portada principal se abre sobre el muro norte, contando con otra portada en el muro sur; esta última está precedida por un amplio atrio descubierto rodeado por barbacana de sillería. Ambas puertas son de principios del siglo XVI, con arcos conopiales poco apuntados incluidos en hornacinas amplias y cobijadas por aleros pronunciados, con detalles ornamentales góticos y algunos escudos propio de la Orden de Calatrava, dueña de la villa y patrocinadora de la iglesia. Ambas presentan puertas de madera tachonada.

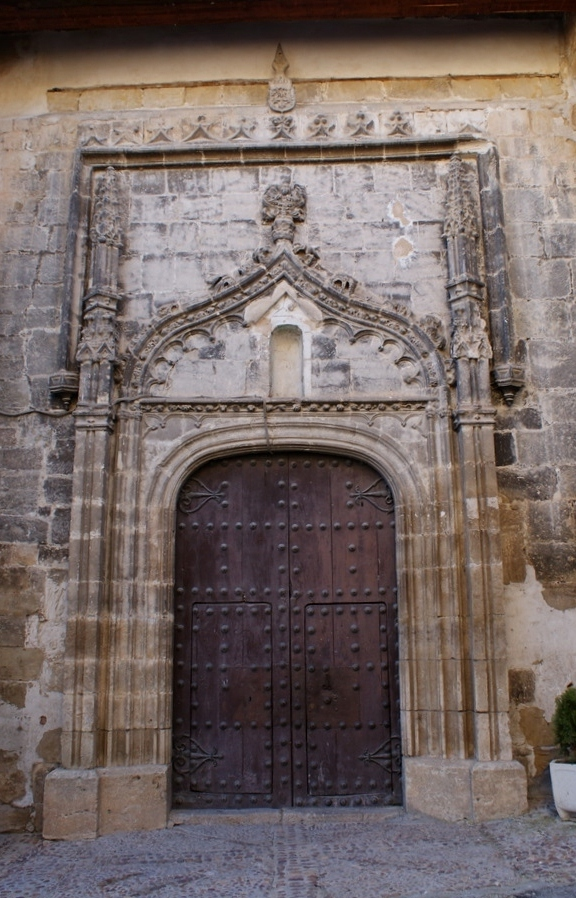
Portada

El ábside, orientado hacia el este, es semicircular, con contrafuertes adosados y sobre un fuerte muro semicircular levantado. La torre se yergue en el lado opuesto; es cuadrada, construida en la misma época, y de sencilla factura. Consta de dos cuerpos separados por una línea de imposta y se remata con una especie de cornisa orlada de pináculos, está construida con sillería.
El interior presenta sus tres naves divididas en cuatro tramos y separadas por arcos apuntados sobre pilares y cubiertas por bóvedas de terceletes con combados. El arco triunfal que da paso a la cabecera es de medio punto rebajado. La capilla mayor presenta el ábside cubierto por terceletes. El presbiterio, algo elevado, luce aún en buen parte el retablo renacentista, muy bueno, que sufrió daños durante la guerra civil. La sacristía, con cubierta de madera, presenta una pila bautismal del siglo XVI.
El edificio fue declarado bien de interés cultural, en la categoría de monumento, el 23 de junio de 1992, mediante un decreto publicado el 8 de julio de ese mismo año en el Diario Oficial de Castilla-La Mancha (DOCM).